# Милославський Михайло Борисович
Михайло Борисович Милославський (нар. 28 березня 1948, м. Херсон) — Заслужений тренер України з гандболу. Разом з командою «Дніпрянка» семиразовий бронзовий призер Чемпіонат України (2012/13, 2013/14, 2014/15, 2015/16, 2016/17, 2017/18, 2018/19), бронзовий (2016) та срібний (2017) призер Кубка України призер Кубку України з гандболу серед жінок; срібний призер Суперкубку України (2016, 2017). Почесний громадянин міста Херсона.

## Освіта
- В 1967 році закінчив Херсонський машинобудівний технікум;
- В 1975 році закінчив Миколаївський державний педагогічний інститут за спеціальністю вчитель фізичного виховання;

## Тренерська кар'єра
- 1975—1988 — ДЮСШ 5 (Херсон);
- 1988—2008 — старший викладач ХВУФК;
- 2008—тепер — викладач-методист ХВУФК;
- 1989—2008 — головний тренер жіночої гандбольної команди «Дніпрянка» (до 1992 року команда називалась «Текстильщик»);
- 2008—тепер — тренер ГК «Дніпрянка».